# Флауэр, Уильям Генри
Сэр Уильям Генри Флауэр (англ. William Henry Flower; 30 ноября 1831[…], Стратфорд-апон-Эйвон, Уорикшир — 1 июля 1899[…], Лондон) — английский медик, зоолог и антрополог.
Член Лондонского королевского общества (1864), член-корреспондент Парижской академии наук (1895).
В 1882 году удостоен Королевской медали Лондонского королевского общества.

## Биография
Родился в городе Стратфорд-апон-Эйвон (графство Уорикшир, Англия).
Изучал медицину и естественные науки в Лондоне. В 1851 году получил степень врача, в 1854 году поступил военным врачом в действующую армию в Крыму. 
По возвращении в Лондон назначен врачом и прозектором в госпитале Middlsex и с этих пор занялся изучением животных. В 1861 году назначен директором музея Королевского медицинского училища (College of Surgeons), обладающего великолепной анатомической коллекцией, которую Флауэр значительно увеличил. С 1869 года Флауэр читал лекции по анатомии в этом училище.
В 1884 году назначен директором естествоисторического отдела Британского музея, которым состоял до 1898 года.
Научные работы Флауэра касаются преимущественно сравнительной анатомии млекопитающих и человека. Он считался лучшим знатоком китовых, впервые изучил перемену зубов у сумчатых и произвёл весьма ценные исследования над сравнительной анатомией печени млекопитающих. В качестве управляющего богатейшего в мире музея Флауэр известен в особенности тем, что один из первых убедился в необходимости отделить выставочные коллекции, предназначенные для публики, от коллекций для научных исследований.
Вместе с Лидеккером Флауэр издал учебник «Introduction to the Study of Mammals» в Лондоне.

## Публикации
- «The brain of the Siamang» («Natur. Hist. Rev.», 1862);
- «Description of the Skeleton of Jnia geoffrensis» («Trans. Zool. Soc.», 1866);
- «On the osteology of the Cachalot or Sperm-Whale» (там же, 1868);
- «Introduction to the Osteologie of Mammals» (Лондон, 1870, 3-е изд. 1885);
- «Catalogue of the Specimens illustrating the Osteology and Dentition of the Vertebrated animals, recent and extinct» (2 т., Л., 1879—1884);
- «Fashion in Deformity» (Л., 1881);
- «List of the Specimens of Cetacea of the British Museum» (Л., 1885);
- «The Horse: a Study in Natural History» (Л., 1891).